# Sous-préfecture d'Itaim Paulista
 (septembre 2022).
La mise en forme du texte ne suit pas les recommandations de Wikipédia : il faut le « wikifier ».
Les points d'amélioration suivants sont les cas les plus fréquents :
- Les titres sont pré-formatés par le logiciel. Ils ne sont ni en capitales, ni en gras.
- Le texte ne doit pas être écrit en capitales (les noms de famille non plus), ni en gras, ni en italique, ni en « petit »…
- Le gras n'est utilisé que pour surligner le titre de l'article dans l'introduction, une seule fois.
- L'italique est rarement utilisé : mots en langue étrangère, titres d'œuvres, noms de bateaux, etc.
- Les citations ne sont pas en italique mais en corps de texte normal. Elles sont entourées par des guillemets français : « et ».
- Les listes à puces sont à éviter, des paragraphes rédigés étant largement préférés. Les tableaux sont à réserver à la présentation de données structurées (résultats, etc.).
- Les appels de note de bas de page (petits chiffres en exposant, introduits par l'outil «  Source ») sont à placer entre la fin de phrase et le point final[comme ça].
- Les liens internes (vers d'autres articles de Wikipédia) sont à choisir avec parcimonie. Créez des liens vers des articles approfondissant le sujet. Les termes génériques sans rapport avec le sujet sont à éviter, ainsi que les répétitions de liens vers un même terme.
- Les liens externes sont à placer uniquement dans une section « Liens externes », à la fin de l'article. Ces liens sont à choisir avec parcimonie suivant les règles définies. Si un lien sert de source à l'article, son insertion dans le texte est à faire par les notes de bas de page.
- La présentation des références doit suivre les conventions bibliographiques. Il est recommandé d'utiliser les modèles {{Ouvrage}}, {{Chapitre}}, {{Article}}, {{Lien web}} et/ou {{Bibliographie}}. Le mode d'édition visuel peut mettre en forme automatiquement les références.
- Insérer une infobox (cadre d'informations à droite) n'est pas obligatoire pour parachever la mise en page.

Pour une aide détaillée, merci de consulter Aide:Wikification.
Si vous pensez que ces points ont été résolus, vous pouvez retirer ce bandeau et améliorer la mise en forme d'un autre article.
La sous-préfecture d'Itaim Paulista est l'une des 32 sous-préfectures de la municipalité de São Paulo. Elle comprend deux districts, Itaim Paulista et Vila Curuçá, qui représentent ensemble une superficie de 21,7 km², et est habitée par plus de 358 000 personnes. De plus, la région est coupée par 6 ruisseaux et 20 affluents. Cette sous-préfecture est régie par la loi n° 13 999 du 1er août 2002.

## Itaim Paulista
Itaim Paulista est le dernier district de la ville de São Paulo, situé à l'extrême de la zone est. Étant le plus grand quartier de la Zone Est et très peuplé, il borde trois municipalités du grand São Paulo : Itaquaquecetuba, par l'avenue Marechal Tito, Ferraz de Vasconcelos, par la rua Tibúrcio de Souza et Poá par un pont qui passe sur le ruisseau Três Pontes.

## Sous-préfets
- João Francisco Ferreira Nascimento - 2002 à 2004[3]
- Diógenes Sandim Martins - 2005 à 2009[3]
- Celso Capato - 2009 à 2010[3]
- João Santos de Souza - 2010 à 2012[3]
- Irene Mitsue Inada - 2013 (janvier - juin)[3]
- Adriana Neves da Silva Morales - 2013 à 2014[3]
- Miguel Angelo Gianetti - 2014 à 2015[3]
- Wilson Ianelli de Souza - 2015 à 2016[1]
- José Denycio Pontes Agostinho - du 1er janvier 2017 au 16 janvier 2019[4]
- Gilmar Souza Santos - depuis le 16 janvier 2019

## Districts

### Itaim Paulista
Superficie : 12,00 km²
Population (2010) : 224 074 habitants.
Densité démographique : 18 673 (habitants/km²)
À la fin du XVIIIe siècle, Itaim Paulista a commencé à avoir ses premiers habitants. Au XXe siècle, il y avait un grand développement de la région en raison de l'arrivée de l'Estrada de Ferro do Norte (anciennement Central do Brasil). De nombreuses maisons ont été construites sur les rives des voies ferrées.
En 1980, la région d'Itaim Paulista a été qualifiée de district autonome. C'est-à-dire qu'il s'est séparé de São Miguel Paulista.

### Vila Curuçá
Superficie : 9,70 km²
Population (2010) : 149 053 habitants.
Densité démographique : 15 366 (habitants/km²)
La région de Vila Curuçá a été très explorée à partir du XVIIe siècle en raison de la donation de sesmarias aux Portugais.
Actuellement, il existe une unité du CEU (Centre éducatif unifié) dans le district, qui sert de jardin d'enfants, d'école primaire et de centre de loisirs pour les résidents et les habitués de la région. La population bénéficie également d'un accès Internet fourni par le télécentre sur place.